# Jaroslav Opěla
Jaroslav Opěla (* 22. Mai 1935 im Stadtteil Hrabová in Ostrava, Tschechoslowakei; † 25. Juni 2016 in München) war ein tschechisch-deutscher Dirigent.

## Leben
Jaroslav Opěla erhielt als Kind in seiner Geburtsstadt Mährisch Ostrau im Stadtteil Grabau Geigenunterricht. Er studierte an der Janáček-Akademie der Musischen Künste (JAMU) in Brünn bei Břetislav Bakala und machte sein Diplom mit Auszeichnung. 1958 wurde er Dirigent und Leiter der tschechoslowakischen Staatlichen Philharmonie in Gottwaldov. Er gastierte zwischen 1958 und 1966 in allen Landesteilen und im Ostblock.
Schon vor dem Prager Frühling siedelte er 1966 nach Deutschland um und wurde Meisterschüler von Rafael Kubelík und Franco Ferrara. 1968 berief ihn Rafael Kubelik an den Bayerischen Rundfunk nach München, wo er bis zum Jahr 2000 tätig war, zuerst als Assistent der Chefdirigenten des Symphonieorchesters Rafael Kubelík, Colin Davis und Lorin Maazel. In dieser Zeit arbeitete er auch eng mit Leonard Bernstein zusammen. Von 1992 bis 2000 war er Direktor des Münchner Rundfunkorchesters.
Konzerte, Rundfunk- und Fernsehaufnahmen führten ihn nach Italien, Großbritannien, Frankreich, Österreich, Luxemburg, Griechenland, Finnland, Jugoslawien, Slowenien, Mazedonien, in die Türkei und die Schweiz, nach Taiwan und Südkorea, wo er in der Saison 1971/72 Gastchefdirigent des National Symphony Orchestra in Seoul war.
In den Jahren 1986 bis 1995 war er als Dozent an der Hochschule für Musik und Theater München und Chef des Hochschulorchesters engagiert. 1986 gründete er die „Camerata Nucleare“, das Kammerorchester der Energiewirtschaft Deutschlands. Von 1969 bis 2014 leitete er das traditionsreiche Symphonieorchester Wilde Gungl München. Im Jubiläumskonzert Dezember 2014 wurde er zum Ehrendirigenten des Orchesters ernannt.

## Ehrungen und Auszeichnungen
- 1968: Preisträger des internationalen Dirigentenwettbewerbs der Accademia Nazionale di Santa Cecilia in Rom
- 2014: Ehrendirigent des Symphonieorchesters Wilde Gungl München